# متلازمة الحبل الخلفي
متلازمة الحبل الخلفي (PCS)، والمعروفة أيضًا باسم متلازمة الشريان الفقري الخلفي (PSA)، هي إحدى إصابات النخاع الشوكي غير المكتملة. هي الأقل حدوثًا من بين متلازمات إصابات النخاع الشوكي السريرية الستة، معدل الإصابة أقل من 1%.
تنشأ متلازمة الحبل الخلفي من احتشاء في الشريان الفقري الخلفي والذي ينتج عن آفات في الجزء الخلفي من النخاع الشوكي، وتحديداً العمود الخلفي، والقرن الخلفي، والمنطقة الجانبية للعمود الجانبي. يمكن أن تحدث هذه الآفات نتيجة لصدمة في الرقبة أو انسداد الشريان الفقري أو الأورام أو انضغاط القرص أو نقص فيتامين بي12 أو الزهري أو التصلب المتعدد. على الرغم من تعدد هذه المسارات المرضية، فإن النتيجة هي انقطاع في نقل المعلومات الحسية والأوامر الحركية من الدماغ إلى المحيط.

## الأسباب
الصدمات التي تصيب الحبل الشوكي، مثل إصابات فرط الثني في الرقبة، غالبًا ما تكون نتيجة لحوادث السيارات أو الإصابات المرتبطة بالرياضة. في مثل هذه الإصابات، يحدث الخلع والتمديدات الخلفية دون تمزق في الأربطة. قد تكون هذه الصدمة الحادة أكثر تعقيدًا مع ضغط القرص اللاحق. بالإضافة إلى هذه المضاعفات، يمكن أن تحدث نوبات نقص تروية عابرة في الحبل الشوكي أثناء انسداد الشريان الفقري.
تشمل المصادر المرضية الشائعة في متلازمة الحبل الخلفي: رنح فريدريخ، وهو مرض وراثي جسمي متنحي، وأورام مثل الورم النجمي، ورم بطاني عصبي، ورم سحائي، وورم ليفي عصبي، وساركوما، وورم شفاني. يلعب الكوبالامين، المعروف باسم فيتامين بي12، دورًا مهمًا في تخليق المايلين وصيانته في الخلايا العصبية الموجودة في النخاع الشوكي. يؤدي نقص هذا الفيتامين الأساسي إلى إزالة الميالين، ما يؤدي إلى تدهور في طبقة العزل الموجودة في المحور عصبي ما يؤدي إلى انقطاع إشارة النقل، مع خصوصية غير معروفة حاليًا للمنطقة الخلفية.
قد تتطور متلازمة الحبل الخلفي مع الفشل في علاج مرض الزهري. تظهر الأعراض عادة خلال المرحلة الثالثة من المرض، ما بين عشرين وثلاثين سنة بعد الإصابة بمرض الزهري الأولي. الفشل في علاج مرض الزهري يؤدي إلى تنكس تدريجي للجذور العصبية والأعمدة الخلفية. تؤدي بكتيريا تريبونيما باليدوم التي تسبب الزهري إلى ترنح حركي والتابس الظهري. تشمل المضاعفات الإضافية الناجمة عن والتابس الظهري: تلف الأعصاب البصرية والعمى وآلامًا مترامية وسلس البول وتآكل المفاصل.
في معظم الحالات، تظهر الآفات بشكل ثنائي الجانب. ومع ذلك، في حالات نادرة، شوهدت الآفات من جانب واحد. علاوة على ذلك، تشمل الأعراض العامة لاحتشاء الشريان الفقري الخلفي فقدان استقبال الحس العميق للجهة نفسها، واللمس الناعم، والضغط، والاهتزاز أسفل منطقة الآفة؛ وغياب ردة الفعل للوتر العميق. وفي ظروف أكثر قسوة، شللًا تامًا تحت جزء الحبل الشوكي المصاب.

## التشخيص
يمكن استخدام التصوير الكامل للعمود الفقري أو الأشعة السينية أو التصوير المقطعي (سي تي) أو تصوير الرنين المغناطيسي (أم أر آي) لتحديد احتشاءات الأعمدة الظهرية. غالبًا ما يكون التصوير وحده غير حاسم ولا يقدم تحليلًا كاملاً للأعمدة المتأثرة. يمكن أيضًا استخدام اختبارات التاريخ السريري والدم والسائل النخاعي الدماغي (سي أس أف) لإجراء تشخيص كامل.

## العلاج
يعتمد علاج المرضى الذين يعانون من متلازمة الحبل الخلفي على أسباب وأعراض المريض، وكذلك على المصدر. الهدف الرئيسي من العلاج هو تثبيت العمود الفقري. تشمل العلاجات الممكنة مواد مساعدة في مجرى الهواء. استخدام أجهزة التهوية. الاحتياطات الكاملة للعمود الفقري وتجميد الحركة. وحقن الدوبامين. في حين لا يوجد علاج نهائي لمتلازمة الحبل الخلفي، يمكن توفير العلاج والرعاية الداعمة بناءً على أعراض المريض. يمكن أن يساعد العلاج والرعاية التأهيلية، بما في ذلك أدوات المشي، والعلاج الطبيعي والمهني والنفسي في تخفيف الأعراض المرتبطة بالمتلازمة. يمكن أن يشمل العلاج الحاد عناية طبية مركزة وتسكينًا. تستخدم الكورتيكوستيرويد للحد من أي التهاب أو تورم. يمكن القيام بعملية الإصلاح الجراحي لتثبيت العمود الفقري.